# Phyllobates terribilis
Phyllobates terribilis, conhecida popularmente como rã-dourada, é uma espécie de anfíbio da família Dendrobatidae.
Em relação ao peso e ao tamanho, este é o animal consagrado como sendo o vertebrado mais venenoso do planeta, com veneno suficiente para matar várias pessoas. Em inglês é conhecido como "Poison-dart-frog".
Mais de 100 toxinas foram identificadas nesta rã. O veneno em destaque é a homobatracotoxina, um composto químico letal, cujo único sintoma é a falência de múltiplos órgãos. O mesmo veneno (embora em concentração menor) pode ser encontrado nas penas do Pitohui, um pássaro venenoso encontrado na Nova Guiné. 
A espécie é endémica da Colômbia, em uma área pequena ao redor do Rio Saija. As rãs nascem de ovos na terra. Os machos carregam os girinos nas costas para a água, aonde eles se desenvolvem. Diferentemente da maioria das rãs, essa espécie não é noturna.
As rãs alimentam-se principalmente de formigas e muitos outros insetos, além de pequenos invertebrados. Suas cores vibrantes e coloridas avisam do perigo em sua pele envenenada e de sabor desagradável.